# Prefettura di Lacs
La prefettura di Lacs è una prefettura del Togo situato nella regione Marittima con 172.148 abitanti al censimento 2010. Il capoluogo è la città di Aneho.